# Лоралай
Лоралай (англ. Loralai) — город в провинции Белуджистан, Пакистан. Расположен в одноимённом округе. Население — 32 465 чел. (на 2010 год).

## Географическое положение
Город расположен на границе с провинцией Синд.

## Демография
| 1998   | 2010   |
| ------ | ------ |
| 31 925 | 32 465 |